# Хаиме де Марихалар
Дон Хаиме де Марихалар (шп. Don Jaime de Marichalar), пуним именом Хаиме де Марихалар и Саенз де Техада (шп. Don Jaime de Marichalar y Sáenz de Tejada), 7. април 1963, бивши је супруг принцезе Елене, војвоткиње од Лугоа, члана шпанске краљевске породице, ћерке бившег шпанског монарха Хуана Карлоса I и његове супруге краљице Софије.

## Биографија
Дон Хаиме је рођен у породици Наваренске баскијске карлистичке аристократије, од оца Амалија, осмог грофа од Рипалде и мајке Марије из фамилије де Боадиља. Похађао је језуитску католичку школу у Бургосу, Сан Естанислао де Костка у Мадриду и Јаго школу у Даблину, Ирска.
Његово касније школовање фокусирано је на економију и специјализовао се на пословима менаџмента и маркетинга, али никада није дипломирао. 1986. године, стицао је праксу у Паризу, на бројним финансијским пословима. После много година рада у међународном финансијском сектору, у јануару 1998. године, постављен је за саветника директора банке Креди Свис, Прва Бостонска банка, у Мадриду. Такође је и саветник друштва Сосиједад Хенерал Имобилиарија. Био је председник фондације Винтертур, која промовише активности везане за културу. Од 21. новембра 2008. је председник фондације Акса, бивше фондације Винтертур.
Од 1995. године је члан организације Реал Мастреанца де Кавалерија де Севиља (високе армијске јединице града Севиље), аристократског друштва, насталог 1670. године.
Током свог боравка у Паризу упознао је своју будућу супругу, принцезу Елену, која је тада у Паризу студирала француску књижевност. Венчали су се 18. марта 1995. године, у Севиљској катедрали, у Севиљи. Током брака добили су двоје деце: сина Фелипеа и ћерку Викторију.
13. септембра 2007. године је званично објављено да брачни пар почиње да живи раздвојено, а папири за развод званично су потписани 25. новембра 2009. године. 21. јануара 2010. године, брак је је и званично разведен. 9. фебруара исте године, званично је прокламовано да Хајме више нема право на титулу војводе, и да је престао да буде званични члан Шпанске краљевске породице.

## Породица

### Родитељи
| име                 | слика | датум рођења    | датум смрти        |
| ------------------- | ----- | --------------- | ------------------ |
| Амалио де Марихалар |       | 13. мај 1912.   | 26. децембар 1979. |
| Марија де Техада    |       | 3. јануар 1929. |                    |

### Супружник
| име                      | слика | датум рођења       |
| ------------------------ | ----- | ------------------ |
| Елена од Бурбона и Грчке |       | 20. децембар 1963. |

- брак разведен 2010. године

### Деца
| име                                 | слика | датум рођења       |
| ----------------------------------- | ----- | ------------------ |
| Фелипе де Марихалар и од Бурбона    |       | 17. јул 1998.      |
| Викторија де Марихалар и од Бурбона |       | 9. септембар 2000. |